# Porubanek (stacja kolejowa)
Porubanek (lit. Kirtimai, ros. Киртимай) – stacja kolejowa w dzielnicy Nowy Świat, w Wilnie, na Litwie. Leży na linii Równe – Baranowicze – Wilno. Nazwa pochodzi od dawnej wsi Porubanek (na której terenie przed włączeniem w granice Wilna znajdowała się stacja).
Stacja istniała przed II wojną światową.
Od stacji odchodzi bocznica obsługująca port lotniczy Wilno.